# Pharsalia patrona
Pharsalia patrona är en skalbaggsart som först beskrevs av Francis Polkinghorne Pascoe 1859.  Pharsalia patrona ingår i släktet Pharsalia och familjen långhorningar.
Artens utbredningsområde är Sri Lanka. Inga underarter finns listade i Catalogue of Life.